# 地老天荒
《地老天荒》（英語：Without Words）是一部香港電影。由麥啟光執導，由官恩娜、周俊偉、曾國祥、米里友利主演，以及鄧萃雯、葉景文等人合演，於2006年02月17日上映。

## 劇情
雪，雖然是一個不能說話的女孩子，但天性樂觀開朗，現在更是她人生中最幸福的時刻，因為五天後她便和未婚夫杰舉行婚禮。但天意弄人，她卻因交通意外而死去！幸好，天使米高對她的遭遇深表同情，偷偷幫助她重回人間，直至完成婚禮為止！
雪重回人間，面對五天後必須再次死去離開杰，百感交集，更珍惜和杰餘下的相處時刻。雖只剩下短暫的人生，雪仍堅持到兒童醫院當義工，米高對心地善良的雪竟不由自主地心生好感，並幫助雪用攝錄機拍下一些片段及真情傾訴，希望留給杰作紀念。
杰是一個作曲家，他的上司Eva一向十分欣賞他的才華，且對他甚有好感。
兒童醫院中有一名血癌病患小童康仔，他對人生的積極與豁達，令雪對生命的看法有所改變。可惜康仔因手術失敗而去世，對雪造成重大打擊。
Eva幾經努力終於成功令公司接納杰所創作的新曲，杰大喜，Eva乘機向他表示愛意，但杰堅決拒絕而離去，時雪剛好到公司找杰，聽到一切。雪醒覺自己原來是杰的負累，決定永遠離開杰！但卻希望Eva幫忙，為杰的Demo Tape錄歌，作為留給杰的一個紀念。Eva起初不肯，但終被雪感動。
杰聽到歌曲的MD，向Eva查問而得知真相，大為震驚。Eva並表示雪比自己更愛他，著他好好珍惜雪......
雪已不知所蹤，杰拿著MD，決意無論天涯海角，都要將雪尋回......

## 演員

### 主要演員
- 官恩娜 飾 葉美雪
- 周俊偉 飾 阿杰
- 曾國祥 飾 天使米高
- 米里友利 飾 Eva

### 客串演出
- 鄧萃雯 飾 康仔母親
- 葉景文 飾 Uncle John
- 何彥樺 飾 Uncle John朋友
- 袁富華 飾 醫生
- 胡浩賢 飾 康仔

## 外部連結
- 官恩娜-地老天荒 （页面存档备份，存于），YouTube